# Treaty of Neuilly‚ Article 179‚ Annex‚ Paragraph 4 (Interpretation)
Treaty of Neuilly, Article 179, Annex, Paragraphe 4 (Interpretation) ist der Name einer Entscheidung des Ständigen Internationalen Gerichtshofs vom 12. September 1924.

## Sachverhalt
In diesem Fall hatte sich der Gerichtshof mit der Frage der Interpretation des Vertrags von Neuilly-sur-Seine auseinanderzusetzen. Bulgarien legte dem Gerichtshof die Frage vor, wie der letzte Satz des ersten Unterabsatzes von Paragraph 4 des Anhangs zu Abschnitt IV Teil IX des Vertrages auszulegen sei. Dieser lautet

« Les biens, droits et intérêts des ressortissants bulgares dans les territoires d'une Puissance alliée ou associée, ainsi que le produit net de leur vente, liquidation ou autres mesures de disposition, pourront être grevés par cette Puissance alliée ou associée: en premier lieu, dupaiement des indemniés dues à l'occasion des réclamations des ressortissants de cette Puissance concernant leurs biens, droits et intérêts y compris les sociétés ou associations dans lesquelles ces ressortissants étaient intéressés en territoire bulgare ou des créances qu'ils ont sur les ressortissants bulgares ainsi que du paiement des réclamations introduites pour des actes commis par le Gouvernement bulgare ou par toute autorité bulgare postérieurement au 11 octobre 1915 et avant que cette Puissance alliée ou associée ne participât a la guerre. »

„Die Güter, Rechte und Interessen der bulgarischen Staatsangehörigen auf dem Gebiete einer alliierten oder assoziierten Macht sowie der Reinerlös ihres Verkaufes, ihrer Liquidation oder der sonstigen Verfügungen darüber können durch diese Macht belastet werden: an erster Stelle mit der Bezahlung von Schadensbeträgen, die auf Grund von Ansprüchen ihrer eigenen Staatsangehörigen mit Bezug auf ihre auf dem Gebiet Bulgariens gelegenen Güter, Rechte und Interessen einschließlich ihrer Beteiligung an Gesellschaften oder Vereinigungen oder auf Forderungen gegen bulgarische Staatsangehörige geschuldet werden; ebenso mit der Bezahlung von Ersatzansprüchen, die auf Handlungen der bulgarischen Regierung oder irgendeiner bulgarischen Behörde gegründet werden, die nach dem 11. Oktober 1915 und vor dem Eintritt der beteiligten alliierten und assoziierten Macht in den Krieg begangen sind.“

Der Gerichtshof sollte diesbezüglich über zwei Fragen entscheiden. Zum einen ging es Bulgarien darum, ob von dem Text auch solche Ansprüche erfasst sein sollen, die außerhalb des bulgarischen Hoheitsgebiets, wie es zum 1. Oktober 1915 bestanden hat, entstanden sind, insbesondere in den von Bulgarien nach Eintritt in den Ersten Weltkrieg besetzten Gebieten. Zum anderen sollte das Gericht klären, ob Paragraph 4 auch als Grundlage für Schadenersatzansprüche herangezogen werden kann, die auf Deportationen, Misshandlungen, Internierungen oder Ähnlichem beruhen.

## Die Entscheidung
Der Gerichtshof, besetzt mit Bernard Loder als Vorsitzendem, Max Huber und André Weiss als Beisitzer und Åke Hammarskjöld als Urkundsbeamter, entschied, dass Paragraph 4 des Anhangs auch Ansprüche erfasst, die außerhalb des bulgarischen Hoheitsgebiets in den Grenzen vom 1. Oktober 1915 entstanden sind und das darüber hinaus nicht nur Schadenersatz für solche Taten verlangt werden kann, die Güter, Rechte und Interessen beeinträchtigen, sondern auch solche Taten von der Vorschrift erfasst sind, die den Betroffenen in seiner Person verletzen.